# Jacques-Louis de La Brue de Saint-Bauzile
Pour les articles homonymes, voir Saint-Bauzile.
Jacques-Louis de La Brue de Saint-Bauzile est un ecclésiastique français, né le 29 juin 1761 à Saint-Bazile-de la-Roche (département actuel de la Corrèze) et mort à Paris le 27 mars 1832.
Il est brièvement évêque nommé de Gand en 1813-1814 avant d'être aumônier de princesses allemandes et du roi de Bavière, évêque in partibus de Tempé (de) et chanoine de Saint-Denis.

## Biographie

### Prêtre réfractaire
Jacques-Louis de La Brue de Saint-Bauzile est un des fils de Jean-Joseph de La Brue, seigneur de Saint-Bauzile et de Marie-Claude de Veyrac.
Il est ordonné prêtre en 1786 et obtient sa licence in utroque jure à Paris en 1788. Il devient alors chanoine de Tulle et vicaire général du diocèse de Dijon. Pendant la Révolution, il refuse de prêter serment à la constitution civile du clergé et émigre en Bavière.

### Évêque nommé de Gand
Rentré en France, il est nommé premier vicaire général du diocèse de Malines le 17 juin 1808 par son nouvel archevêque, Dominique Dufour de Pradt. Il est ensuite retenu par le gouvernement comme candidat à l'épiscopat et nommé évêque de Gand le 14 avril 1813, à la place de Maurice de Broglie, opposant à Napoléon, contraint à la démission et arrêté. La Brue choisit comme vicaire général de Gand l'abbé Seguin de Pazzis, qui a été un de ces condisciples à Saint-Sulpice.
Arrivé à Gand en juillet 1813, La Brue se heurte à une importante opposition d'une partie du clergé. Sous la pression du préfet du département de l'Escaut, le chapitre accepte de l'élire vicaire capitulaire, mais 1200 clercs du diocèse refusent cette élection, en particulier les séminaristes qui, en punition, sont envoyés à l'armée. En fait, deux chanoines, Martens et Goethals, dirigent l'évêché.
La Brue est fait baron d'Empire le 14 août 1813. Mais il quitte Gand le 15 janvier 1814, à cause de l'avancée des troupes alliées. Les Français terminent d'évacuer Gand le 1er février et les troupes alliées, les Russes d'abord, entrent dans la ville le 4 février. Maurice de Broglie retrouve ensuite son siège. La Brue est un rares évêques nommés par Napoléon à n'avoir pas reçu la Légion d'honneur.

### De la Bavière à Paris
La Brue retourne ensuite en Bavière où il devient l'aumônier de l'électrice Marianne de Saxe puis de la duchesse Augusta de Leuchtenberg et du roi de Bavière.
En 1821, il obtient du pape d'être nommé évêque in partibus de Tempé (de), après lui avoir envoyé une lettre de rétractation pour son passage sur le siège de Gand. C'est en temps qu'évêque de Tempé qu'il apparaît dans la base de données de la hiérarchie catholique.
En 1824, il devient chanoine de Saint-Denis et meurt à Paris en 1832.

## Héraldique
D'azur au chevron, accompagné en chef de deux étoiles et en pointe d'une grue, le tout d'or.
À l'époque moderne, les armoiries de ce type sont nombreuses. Le chevron d'or sur champ d'azur est la pièce honorable la plus utilisée, parce qu'il représente l'idée d'élévation. Il est souvent accompagné d'un meuble en pointe.

### Notices biographiques
- Jacques-Olivier Boudon, Les élites religieuses à l'époque de Napoléon. Dictionnaire des évêques et vicaires généraux du Premier Empire, Paris, Nouveau Monde éditions / Fondation Napoléon, 2002, 313 p. (ISBN 2-84736-008-5), p. 178-179.
- Jean-Baptiste Poulbrière, Note sur la famille et sur l'évêque du nom de Labrue de Saint-Bauzile, Tulle, Imprimerie Crauffon, 1886 (lire en ligne).